# (9358) Fårö
(9358) Fårö ist ein Asteroid des mittleren Hauptgürtels, der am 29. Februar 1992 im Rahmen des Uppsala-ESO Surveys of Asteroids and Comets am La-Silla-Observatorium der Europäischen Südsternwarte in Chile (IAU-Code 809) entdeckt wurde.
In einer früheren Ausgabe der Datenbank AstDyS-2 wurde eine Zugehörigkeit zur Henan-Familie veröffentlicht, einer Gruppe von Asteroiden, die nach (2085) Henan benannt ist. Mitglieder dieser Familie haben in der SMASS-Klassifikation die Spektralklasse L. In neueren Ausgaben wird keine Henan-Familie mehr definiert.
(9358) Fårö wurde am 9. März 2001 nach Fårö benannt, einer schwedischen Insel in der Ostsee, die nur durch einen schmalen Sund von Gotland getrennt ist.